# 维蒂布罗伊特
维蒂布罗伊特是德国巴伐利亚州的一个市镇。总面积38.33平方公里，总人口2036人，其中男性996人，女性1040人（2011年12月31日），人口密度53人/平方公里。